# Recreació de la batalla d'Almansa
La recreació de la batalla d'Almansa és un esdeveniment que se celebra anualment a la ciutat d'Almansa (província d'Albacete, Espanya) amb motiu de la batalla del 25 d'abril de 1707, en el marc de la Guerra de Successió Espanyola.

## Context històric
La batalla d'Almansa tingué lloc la tarda del 25 d'abril de 1707, quan l'exèrcit borbònic, comandat pel duc de Berwick, es va enfrontar a les tropes aliades, comandades pel comte de Galway. La derrota de l'exèrcit austriacista va suposar la caiguda del regne de València a mans de les forces de Felip d'Anjou.

## Commemoració i recreació de la batalla
L'any 2007, amb motiu del 300 aniversari de l'efemèride, es va commemorar i recrear la batalla. D'aleshores ençà, l'esdeveniment s'anà repetint de forma bianual. A partir de l'any 2014, coincidint amb el 300 aniversari del final de la guerra de Successió Espanyola, l'esdeveniment passà a ser de caràcter anual.